# Serica opacithorax
Serica opacithorax är en skalbaggsart som beskrevs av Shuhei Nomura 1974. Serica opacithorax ingår i släktet Serica och familjen Melolonthidae. Inga underarter finns listade i Catalogue of Life.